# 6163 Reimers
6163 Reimers è un asteroide della fascia principale. Scoperto nel 1977, presenta un'orbita caratterizzata da un semiasse maggiore pari a 1,9274418 UA e da un'eccentricità di 0,1024663, inclinata di 20,30579° rispetto all'eclittica.